# Victor Leydet (politico)
Victor Augustin M. Leydet (Aix-en-Provence, 3 luglio 1845 – Parigi, 22 ottobre 1908) è stato un politico francese della terza Repubblica.

## Biografia
Era figlio di operai e fu commesso di ditte commerciali, quindi diresse una fabbrica di olio di oliva. Fu consigliere municipale di Aix-en-Provence nel 1870, quindi vice sindaco dal 1876 al 1882 e in seguito consigliere generale del Cantone di Peyrolles-en-Provence nel 1880. 
Eletto con 4919 voti il 18 dicembre 1881, fu deputato delle Bocche del Rodano dal 1881 al 1897. 
Inizialmente iscritto alla sinistra radicale, quindi alla sinistra moderata  (il 5 ottobre 1885 si candidò sulla lista dei repubblicani radicali), fu senatore delle Bocche del Rodano dal 1897 al 1908, segretario del Senato dal 1900 al 1902 e vice presidente del Senato dal 1905 al 1906. Nell'autunno del 1908 morì di congestione cerebrale. Poco dopo la sua morte il suo nome fu dato a una via di Aix-en-Provence e ancor oggi è rimasta rue Victor-Leydet.
Era il nonno del partigiano Victor Leydet.